# Moskvas manege
Moskvas manege er en stor aflang historisk bygning fra 1817, beliggende på Mokhovaja-gade i den centrale Moskva, Rusland mellem Manegepladsen, (som den giver navn til) og Alexanderhaven – tæt på Kreml og Den Røde Plads. For nuværende fungerer Moskvas manege som udstillingshal.

## Beskrivelse
Moskvas manege har en facadelængde på 166 meter og dækker et areal på omkring 6.500 m². Den er konstrueret i neoklassisk stil med en ubesmykket hvid facade og pediment og med doriske søjlekolonnader på forsiden og langs siderne. Det 45 meter brede loft, der opretholdes uden interne søjler eller anden understøttelse, hviler på de eksterne søjler.

## Historie
Bygningen er tegnet af den spanske ingeniør Agustín de Betancourt og opført af den russiske arkitekt Joseph Bové. Byggeriet af manegen blev på foranledning af tsar Alexander den Første startet den 12. november 1817 på femåret for Napoleons nederlag i invasionen af Rusland og færdiggjort i 1925.
Bygningen blev først brugt som traditionel manège (indendørs ridehal) som paradesal og træningslokale for officerer i den russiske hær. Den var så stor, at den kunne rumme et helt infanteriregiment (over 2.000 soldater) såvel som et publikum. Fra 1831 blev manegen omdannet til udstillingshal. I 1867 spillede den franske komponist Hector Berlioz og den russiske pianist med et 500 mand stort orkester for et 12.000 stort publikum.
Efter den russiske revolution og bolsjevikkernes magtovertagelse blev
manegen brugt som garage for forskellige militærkøretøjer, hvilket tog hårdt på hele konstruktionen, og i 1941 under anden verdenskrig blev den yderligere næsten destrueret, da den blev ramt af tyskernes bombardementer.
Efter Stalins død kommer Moskvas manege tilbage til Moskvas bystyre, der igangsætter en renovation. Fra 1957 blev bygningen kendt som "Den Centrale udstillingshal" og brugt til udstillinger af sovjetiske og russiske kunstnere, messer o.l. Det var under denne periode, at den sovjetiske førstesekretær Nikita Khrusjtjov den 1. december 1962 blev berygtet for at kritisere en avantgardeudstilling udstilling under navnet "Ny virkelighed" som værende degenereret kunst, hvor han sagde, at det sovjetiske "folk har ikke brug for sådan noget!". Hvorefter Sovjetunionen igangsatte en kampangne mod formalisme og abstrakt kunst.
Den 31. august 1999 sprængte en bombe i manegen, hvorved en person omkom og 40 andre kvæstet.
Den 14. marts 2004 blev Moskvas manege ramt af en ødelæggende ildebrand, som næsten totalt raserede den. To brandmænd døde under slukningen af ilden. Loftets bærende træbjælker kollapsede, og taget faldt ned, så kun murene var tilbage. En officiel undersøgelse viste, at en kortslutning havde været årsag til branden. Den 18. februar 2005 blev den nyrestaurerede manege igen åbnet som udstillingshal.
55°45′12″N 37°36′44″Ø / 55.75333°N 37.61222°Ø